# Obadiah Parker
Obadiah Parker – amerykański zespół grający muzykę folk i pop. 
W skład grupy wchodzą: Mat Weddle (gitara, śpiew), Jessie Young (instrumenty klawiszowe, śpiew) oraz Daniel Zehring (gitara basowa, śpiew). Zespół nagrał EP (Obadiah Parker EP, 2006) oraz płytę koncertową (Obadiah Parker Live, 2007), zawierające zapisy zarówno coverów, jak i autorskich kompozycji. Popularności grupie przysporzyło zwłaszcza nagranie zarejestrowane podczas open mike i rozpowszechniane później na platformie YouTube, na którym Mat Weddle wykonuje akustyczną wersję utworu Hey Ya!, w oryginale autorstwa zespołu Outkast.